# Букурещки договор (1918)
Вижте пояснителната страница за други значения на Букурещки договор.
Букурещкият договор е мирен договор сключен на 7 май 1918 г. между Централните сили – Германия, Австро-Унгария, Османската империя и България от една страна и Румъния от друга, с който се оформя излизането на Румъния от Първата световна война.

## Предварителни преговори
Разгромът на румънските войски и окупацията на по-голямата част от румънската територия от австро-унгарски и български части принуждават правителството на Братияну въпреки договора с държавите от Антантата за несключване на сепаративен мир да иска от Централните сили примирие, сключено през декември 1917 г. във Фокшани.
След примирието между четирите държави от Централните сили започват тежки преговори за бъдещия мирен договор. Германия иска оставането на Северна Добруджа в Румъния, превръщането на Кюстенджа в свободно пристанище с германско управление и е против значително разширяване на Австро-Унгария за сметка на Румъния. Австро-Унгария е готова да даде цяла Добруджа на България и иска големи териториални придобивки. Спорове между двете водещи държави в Централните сили предизвиква и румънската династия – Германия иска свалянето ѝ, а Австро-Унгария запазването ѝ като препятствие пред установяването в Румъния на тотално германско влияние. Османската империя смята, че в Северна Добруджа живее голямо турско малцинство и иска при евентуална анексия на областта от страна на България териториални компенсации в Тракия.

## Буфтейски прелиминарен мирен договор
На 5 март/18 март в Буфтя е подписан предварителният Буфтейски мирен договор, с който Румъния се отказва от цяла Добруджа в полза на Централните сили (член 1), приема принципно бъдеща поправка на границата с Австро-Унгария в Карпатите (член 3) и се задължава веднага да демобилизира поне 8 дивизии (член 5) и да изтегли войските си от австро-унгарска територия (член 6).

## Клаузи на Букурещкия мирен договор
След дълги преговори Централните сили постигат компромис помежду си и е сключен Букурещкият мир, съгласно който Румъния отстъпва карпатските проходи на Австро-Унгария, Южна Добруджа е върната на България с допълнителна поправка на границата на север, както е заложено в Тайната българо-германска спогодба, а Северна Добруджа, по настояване на Османската империя е предадена като кондоминиум на четирите държави съюзнички. Румъния отдава петролните си кладенци на Германия за експлоатация от 90 години.
България, която е неудовлетворена от разпокъсването на Добруджа, изисква цялата област да бъде включена в нейните предели. След преговори на 25 септември 1918 г. е подписан Берлинският протокол между Германия, Австро-Унгария, Турция и България за отстъпване изцяло във владение на Северна Добруджа на България, която от своя страна се задължава да възвърне на Османската империя левия бряг на Марица. Така цяла Добруджа с площ приблизително 20.6 хил. кв. км (без делтата на Дунава – 2.7 хиляди кв. км) за пръв и последен път се озовава в пределите на Третото българско царство.
Букурещкият мир е отменен от Версайския мирен договор.